# Fazenda Olho d'Água dos Pires
A Fazenda Olho d’Água dos Pires é uma propriedade rural histórica tombada pelo FUNDAC (Fundação Cultural do Piauí), localizada no município de Esperantina, no estado do Piauí.

## Histórico
Sua sede foi construída em 1847, por Mariano de Carvalho Castelo Branco, abastado fazendeiro, político e militar. Tenente-coronel da guarda-nacional, combateu os balaios em Burite dos Lopes. Irmão de Leonardo Castelo Branco e casado com Rosa Maria Pires Ferreira com quem teve três filhos, destes, dois morreram na Guerra do Paraguai e o terceiro se tornou Major e recebeu várias condecorações de guerra.
Na casa, os trabalhos eram feitos por escravos que serviam na casa-grande, no engenho e na casa de farinha. A propriedade tinha como principal atividade econômica a criação de gado e o plantio de algodão.
Na fazenda também viveu Teodoro Castelo Branco, vulgo poeta-caçador, que escreveu A Harpa do Caçador, descrevendo as belezas da natureza e a vida simples que levava em suas caçadas.
O local também foi núcleo de um povado chamado atualmente de Olho D’Água dos Pires, localizado próximo a Esperantina.

## Arquitetura
A fazenda é formada pela casa residencial, casa de farinhada, casa do engenho, olho d´água e quintais cercados por muros de pedra, é um dos melhores exemplares remanescentes da arquitetura rural do século XIX no Piauí.